# Heinrich von Hügel

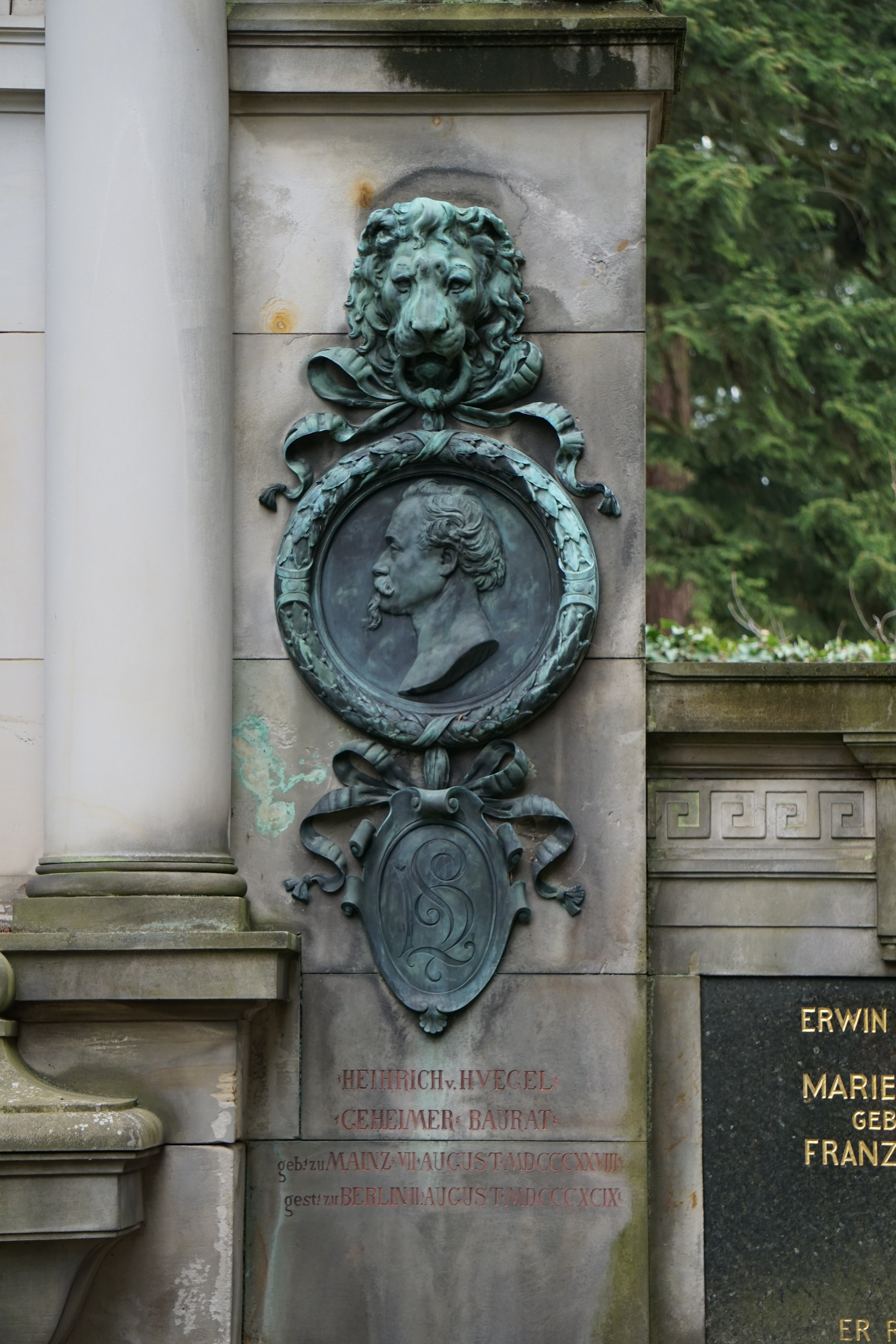
Grab von Heinrich von Hügel auf dem Alten Friedhof in Darmstadt

Georg Heinrich Hügel, seit 1875 Ritter von Hügel (* 7. August 1828 in Mainz; † 2. August 1899 in Charlottenburg) war ein deutscher Architekt und Eisenbahn-Bauunternehmer.

## Leben

### Familie
Heinrich von Hügel stammte aus bürgerlichen Verhältnissen. Sein Vater, Eisenbahn-Inspektor David Martin Hügel (1794–1875), hatte es in Mainz erst zum Rhein-Reeder, später in Gießen zum großherzoglich hessischen Güterexpedient der Main-Weser-Bahn gebracht und heiratete 1822 Margarethe geb. Brehm (1799–1839). Das Ehepaar hatte erst zwei Töchter und dann Zwillingssöhne.
Seine erste Ehefrau, Marie Luise geb. Vietor (1836–1890), heiratete Heinrich von Hügel am 10. Juni 1857 in Darmstadt. Mit ihr hatte er vier Töchter. Die Zweitgeborene, Johanne Caroline Louise (1862–1946), heiratete Hügels leitenden Mitarbeiter und späteren Bauunternehmer Wilhelm Carl von Doderer (1855–1932). Eine andere Tochter, Friederike Charlotte (1863–1949), heiratete den österreichischen Architekten Max von Ferstel (1859–1936). Mit dem österreichischen Schriftsteller Heimito von Doderer hatte Heinrich von Hügel zudem einen später sehr bekannten Enkel.
Heinrich von Hügel heiratete in Berlin am 15. September 1891 in zweiter Ehe Anna Louise genannt Aenny geb. Garbe (1870–1931). Aus der Ehe gingen zwei Töchter hervor: Elisabeth (1892–1892) und Erika Marianne Henriette (* 1893), die am 16. Juli 1919 in Berlin Raimund Heinrich Adalbert von Gleichen heiratete.

### Beruf
Nachdem er 1850 in Darmstadt eine „spezielle Prüfung im Baufach“ abgelegt hatte, fand er von 1854 bis 1856 Beschäftigung beim Eisenbahnbau in der Pfalz. Danach machte er sich in den 1850er und 1860er Jahren einen Namen als leitender Direktions-Architekt der Bayerischen Ostbahnen. In dieser Funktion plante und errichtete er Eisenbahntrassen und die dazu gehörenden Betriebsgebäude. Hierzu zählte auch der 1859 eröffnete Regensburger Hauptbahnhof, der aber bereits 1886 einem weiter nördlich gelegenen Neubau weichen musste. Als Regensburger Baudenkmal hat sich eine von ihm geplante Wagenremise erhalten, die 1888 zum heutigen Standort in Bahnhofsnähe östlich der Galgenbergbrücke verlagert wurde. Die Halle wird heute unter der Bezeichnung Lokschuppen als Schulgebäude des Music College genutzt.
Später machte sich Heinrich von Hügel in München als Architekt selbstständig und erbaute dort das Zeughaus und das Palais für Adolf Friedrich von Schack. Ebenfalls wurden die Villa Kustermann in Tutzing und 1867 das Theater in Franzensbad (heute Františkovy Lázně Tschechien) von ihm errichtet. In Regensburg erbaute er 1868 nach dem Abbruch der Stadtmauer im Bereich des Grüngürtels der Fürstenallee auf den Fundamenten der Stadtmauer und der Römermauer das erste Stadtpalais im Renaissancestil für den Privatier Johann Gschwendtner. Das vornehm wirkende, an Schinkels Pavillon im Charlottenburger Schlosspark erinnernde Gebäude beherbergte während der NS-Zeit die Kreisleitung der NSDAP, hieß offiziell Ostmarkhaus, wurde aber allgemein nach dem jüdischen Vorbesitzer Schwarzhaupt-Villa genannt. Die Stadt hatte die Villa 1935 für einen Spottpreis der Witwe des Großhändlers Schwarzhaupt abgepresst. Nach dem Krieg wurde die Villa 1955 zu Gunsten eines Neubaus für die Industrie- und Handelskammer Regensburg abgerissen. In Bad Kissingen ließ Heinrich von Hügel von 1878 bis 1880 in Zusammenarbeit mit seinem Bauleiter Wilhelm Carl von Doderer das Spielkasino errichten. Nach seinen Plänen und unter seiner Bauausführung erfolgte 1883 die Fertigstellung des Alice-Hospitals in Darmstadt (Dieburger Straße 21). Zwecks Förderung dieses wohltätigen Projekts verzichtete von Hügel auf sein Honorar.
Neben seinen wechselnden Hauptwohnsitzen in München, Wien und Berlin erwarb Hügel 1878 in Darmstadt die Villa Breitwiesenweg als „Sommerwohnung“. Dem 1836 von dem Architekten Heinrich Lerch im klassizistischen Stil erbauten Haus fügte Hügel zwei Anbauten an und errichtete daneben noch ein Gartenhaus und Ställe. Zusätzlich legte er einen Park an und erweiterte ihn. Bis auf das Gartenhaus (heutige Adresse: Brahmsweg 8) fiel das Anwesen im Zweiten Weltkrieg den Bomben zum Opfer.
Heinrich von Hügel nahm auch an vielen Architektenwettbewerben teil (z. B. für das Rathaus in München und das Parlamentsgebäude in Den Haag) und stellte auf der internationalen Kunstausstellung in München 1869 zahlreiche Pläne aus.
Bei seinen Entwürfen folgte er meist Vorbildern aus der italienischen Renaissance, sein Baustil zählt daher zur Neurenaissance.
In das Baugewerbe stieg Heinrich von Hügel 1869 ein, als er gemeinsam mit Michael Sager in München das Baugeschäft Hügel & Sager gründete. Rasch sehr erfolgreich, expandierte das Unternehmen auch nach Österreich-Ungarn, wo es Staatsauftrag in fast allen Reichsteilen Bahnstrecken erbaute, z. B.:
- die Pustertalbahn (1869–1871), eine normalspurige, eingleisige Eisenbahnstrecke im Pustertal zwischen Franzensfeste und Innichen,
- die Temeswar-Orsowa-Bahn (1876–1878), eine normalspurige Bahnstrecke, teilweise entlang der Donau, zwischen den Städten Timișoara nach Orșova im heutigen Rumänien,
- die Bosnabahn (1878–1879), eine schmalspurige, militärische genutzte Feldbahn von Bosnisch Brod (heute Bosanski Brod) nach Zenica.

Heinrich von Hügel stieg im Verlauf weniger Jahre zu einem der größten Eisenbahn-Bauunternehmer seiner Zeit auf. In Wien erwarb er ein Palais am Wiener Kolowratring (seit 1928 Schubertring), das sich zu einem gesellschaftlichen Treffpunkt entwickelte. Neben Musikern wie Johannes Brahms und Künstlern wie Caspar von Zumbusch verkehrten dort vor allem die bekanntesten Architekten der Zeit, darunter auch Heinrich von Ferstel und Carl Wilhelm von Doderer.
Hügel starb mit 70 Jahren am 2. August 1899 in seiner Wohnung, Tauentzienstraße 7b in (Berlin-)Charlottenburg. Er wurde auf dem Alten Friedhof in Darmstadt bestattet (Grabstelle: III M 90–95). Das Grabmal wurde 1890–1891 von dem Wiener Architekten Max von Ferstel errichtet und ist erhalten.

## Ehrungen
Für seine Verdienste erhielt Heinrich Hügel verschiedene Ehrungen. So wurde er sowohl 1867 zum großherzoglich hessischen Geheimen Baurat (1867) als auch 1883 zum königlich bayerischen Baurat ernannt. 1875 wurde Heinrich Hügel im Königreich Bayern mit dem Verdienstorden der Bayerischen Krone ausgezeichnet und dadurch in den persönlichen Adel (auf Lebenszeit) erhoben, 1881 erhielt er in Österreich-Ungarn den erblichen Adel.